# Mathieu Grujicic
Mathieu Sacha Grujicic (auch Matje Grujičić) (* 2. Juni 2007 in Arles) ist ein deutsch-französischer Basketballspieler.

## Werdegang
Grujicic ist der Sohn einer französischen Mutter und eines serbischen Vaters. 2012 zog er mit seiner Familie nach Berlin, wo seine Mutter eine Arbeitsstelle in der französischen Botschaft antrat. Er spielte Basketball in der Jugendabteilung von Alba Berlin. In der Saison 2022/23 bestritt Grujicic auch vier Spiele für die zweite Herrenmannschaft der Berliner in der 2. Regionalliga. Ende Mai 2023 führte er die U16-Mannschaft des Hauptstadtvereins zum deutschen Meistertitel dieser Altersklasse, als er im Endspiel 52 Punkte erzielte.
In der Sommerpause 2023 wechselte er zum FC Barcelona. Im Herrenbereich spielte Grujicic zunächst für die zweite Mannschaft in der vierthöchsten spanischen Liga. Im April 2025 gab er seinen Einstand für den FC Barcelona in der Liga ACB. Zur Saison 2025/26 wechselte er in die Vereinigten Staaten an die Ohio State University.

### Nationalmannschaft
Im Sommer 2023 nahm Grujicic mit der deutschen Auswahl an der U16-Europameisterschaft teil und erzielte im Turnierverlauf durchschnittlich 14,4 Punkte je Begegnung.